# Magic (песня B.o.B)
«Magic» — третий сингл B.o.B с его дебютного студийного альбома B.o.B Presents: The Adventures of Bobby Ray. Песня была записана при участии вокалиста «Weezer» Риверс Куомо и спродюсирована Dr. Luke.

## Отзывы
Несмотря на смешанные отзывы, песня достигла 10-й строчки в «Billboard Hot 100». В обзоре About.com Билл Лэмб пишет: «B.o.B, доказывает, что он имеет огромный потенциал в сочинении музыки поп и хип-хоп, он может сочетать разные стили творчества и варьировать ими, как хочет».

## Другое использование
Песня была использована компанией Adidas в 2010 году в качестве заставки к рекламе.
Песня играет на домашних матчах баскетбольного клуба Орландо Мэджик.
Песня использовалась во всех трейлерах американского семейного фильма Волшебные родители.

## Музыкальное видео

B.o.B (справа) в клипе «Magic»

Клип был выпущен на Mtv.com в полночь 2 сентября 2010 года.  В клипе B.o.B пытается проснуться, при этом ему начинают мерещиться девушки. Он также начинает петь на ночной вечеринке перед домом вместе с Риверс Куомо. Режиссёром видео является Сана Хамри.

## Чарты и сертификаты
| Чарт (2010)                         | Позиция в чарте |
| ----------------------------------- | --------------- |
| Австралия (ARIA)                    | 5               |
| Канада (Billboard Canadian Hot 100) | 17              |
| European Hot 100 Singles            | 47              |
| Ирландия (IRMA)                     | 16              |
| Нидерланды (Dutch Top 40)           | 6               |
| Новая Зеландия (Recorded Music NZ)  | 6               |
| Шотландия (OCC Scotland)            | 17              |
| Швеция (Sverigetopplistan)          | 53              |
| Великобритания (OCC UK Singles)     | 16              |
| Великобритания (OCC UK Hip Hop/R&B) | 2               |
| США (Billboard Hot 100)             | 10              |
| США (Billboard Pop Airplay)         | 12              |
| США (Billboard Hot Rap Songs)       | 25              |

| Чарт (2010)              | позиция |
| ------------------------ | ------- |
| Australian Singles Chart | 44      |
| US Billboard Hot 100     | 63      |

| Регион | Сертификация  | Продажи    |
| --- | ------------- | ---------- |
| Канада (Music Canada) | Платиновый    | 80,000^    |
| Новая Зеландия (RMNZ) | Золотой       | 7500*      |
| США (RIAA) | 2× Платиновый | 2,000,000^ |
| * Данные о продажах приведены только на основе сертификации. ^ Данные о тиражах приведены только на основе сертификации. |               |            |